# Satō Akemi (diễn viên lồng tiếng)
Satō Akemi (佐籐 朱 (Tá Đằng Chu) sinh ngày 16 tháng 5, 1980) là một diễn viên lồng tiếng người Nhật (seiyū) đến từ tỉnh Akita. Hiện cô đang làm việc cho Aoni Production thông qua lời giới thiệu của tạp chí Seiyū Grand Prix. Vai diễn nổi tiếng nhất của cô là Misaka Shiori trong anime Kanon.

## Vai lồng tiếng
- Tsuri Baka Nisshi - Koitarou Hamazaki
- Kanon - Misaka Shiori
- Mizuiro - Kenji Katase (lúc bé)
- La Corda d'Oro ~Primo Passo~ - Fuyūmi Shōko
- La Corda d'Oro ~Secondo Passo~ - Fuyūmi Shōko
- DearS - B-ko
- Fushigi Yūgi OVA - Kaen
- Gegege no Kitaro (2007) - Đứa trẻ (tập 7)
- Midori no Hibi - Nữ sinh lớp A (tập 10)
- Mushi-Uta - Học sinh (tập 1)

### OVA
- Saint Seiya: The Hades Chapter - Sanctuary - Shaka (lúc bé)
- Yawaraka Sangokushi Tsukisase!! Ryofuko-chan - Rena

### Drama CD
- Kanon - Misaka Shiori

### Trò chơi điện tử
- Kanon - Misaka Shiori (PSP) (thay cho Konishi Hiroko trong phiên bản DC và PS2)
- La Corda d'Oro series - Fuyūmi Shōko
- Dragon Shadow Spell - Amane Tatsuki
- Rune Factory Frontier - Tabatha
- Yggdra Union: We'll Never Fight Alone - Rosary (PSP)